# Rákosovka
Rákosovka (Hakonechloa) je rod z čeledi lipnicovité (Poaceae) původem z východní Asie, s jediným druhem Hakonechloa macra. Tato rostlina je endemická v Japonsku.

## Popis
Rákosovka velká je drobná, většinou stínomilná, trsovitá tráva. Stonky kaskádovitě splývají v elegantním zaobleném tvaru fontány, který lehce připomíná rod dochan (Pennisetum), ale vlastní listy připomínají rod Chasmanthium. Výška rostliny činí 45 až 60 cm.
Listy jsou tenké, papírovité a připomínají mnoho forem bambusu. Jsou velmi pružné a vydávají rázný šustivý zvuk, když vane vítr, což jim přidává na atraktivitě. Listy vyrůstají na jemných a tenkých, drátovitých stoncích. Čepele listů jsou zelené, ale existuje mnoho barevných variant. Díky papírové textuře jsou listy chladné na dotek a jejich povrch je často mírně svraštělý nebo zvlněný.
Květy rozkvétají v létě z listových uzlin, které jsou poblíž konců stonků. Květy jsou jemně fialové, blednoucí do žlutohnědé a poté v průběhu několika týdnů opadávají.

## Pěstování
Rákosovka se pěstuje jako okrasná rostlina pro použití v zahradách, také jako rostlina v květináčích. Různé kultivary se pro své listy pěstují v zahradách v mírném podnebí. Druh a jeho kultivary 'Alboaurea' a 'Aureola' získaly cenu Královské zahradnické společnosti Award of Garden Merit.

### Kultivary
Kultivary Hakonechloa macra mohou být zelené, nebo výrazně panšované bílými, zelenými nebo žlutými proužky. Některé kultivary mají v chladnějším počasí tendenci zbarvovat se do oranžova nebo do červena. Kultivary často dorůstají do výrazně nižší výšky, částečně ale závisí na vlhkosti půdy, množství živin a délce vegetačního období. Rostlina je natolik odolná, aby přežila až v -28 °C. Dává přednost rovnoměrné vlhkosti vzduchu, ale snese i kratší suchá období a vyprahlé podnebí (se zavlažováním).

### Množení
Rákosovka velká se dá lehce množit dělením. Kořenový bal má hodně stonků vycházejících z hutného oddenkového shluku kořenů. Na oddenku jsou viditelné malé pupeny, které mohou připomínat trny. Jedná se o nové výhonky a opatrně je lze odstranit z kořenového shluku s malým segmentem oddenku, přičemž dbejte na to, aby zahrnoval spojené kořeny.
Při správné sadbě a péči, tráva zakoření a rozšíří se, poté vytvoří klonální selekci trávy. Zahradnické buněčné kultury mohou být také využívány množiteli s vhodným vybavením.

## Etymologie
Hakonechloa : Vyvozeno z japonštiny a řečtiny, což znamená „Tráva Hakone“. Své jméno dostal podle oblasti horkých pramenů Hakone nedaleko Mount Hakone vHonšú v Japonsku .  Macra : Odvozeno z řečtiny, znamená 'velký', 'dlouhý', 'hluboký', 'vysoký' nebo 'daleký'. 